# Augustin Drakpe
Augustin Drakpe (Kpimé-Hloma, 8 december 2001) is een Togolees-Nederlands voetballer die als verdediger voor FC  Dordrecht speelt.

## Carrière

### Sparta Rotterdam
Augustin Drakpe speelde in de jeugd van Spartaan'20 en Sparta Rotterdam. Sinds januari 2025 speelt hij voor FC Dordrecht in de Eerste divisie. In maart 2022 werd hij geselecteerd voor het Togolees voetbalelftal onder 23, waarmee hij oefenwedstrijden tegen Tadzjikistan en Malawi speelde. Op 22 april 2022 maakte hij zijn debuut in het eerste elftal van Sparta Rotterdam, in de met 2-0 verloren uitwedstrijd tegen FC Twente. Hij kwam in de 64e minuut in het veld voor Adil Auassar. In mei 2022 tekende hij een contract tot medio 2024 op Het Kasteel.
In de zomer van 2024 werd zijn contract niet verlengd en sloot hij aan bij SV Spakenburg. In de wintertranserperiode van het seizoen 2024/25 maakte hij de overstap naar FC Dordrecht.

### FC Dordrecht
Op 17 januari 2025 maakte Drakpe zijn debuut voor FC Dordrecht, tegen Jong AZ. Hij speelde de hele wedstrijd. Na twee wedstrijden raakte hij geblesseerd.

## Statistieken

#### Beloften
| Seizoen                        | Club                  | Land            | Competitie      | Competitie | Competitie | Totaal | Totaal |
| Seizoen                        | Club                  | Land            | Competitie      | Wed.       | Dlp.       | Wed.   | Dlp.   |
| ------------------------------ | --------------------- | --------------- | --------------- | ---------- | ---------- | ------ | ------ |
| 2018/19                        | Jong Sparta Rotterdam | Nederland       | Tweede divisie  | 0          | 0          | 0      | 0      |
| 2019/20                        | Jong Sparta Rotterdam | Nederland       | Tweede divisie  | 7          | 0          | 7      | 0      |
| 2020/21                        | Jong Sparta Rotterdam | Nederland       | Tweede divisie  | 4          | 0          | 4      | 0      |
| 2021/22                        | Jong Sparta Rotterdam | Nederland       | Tweede divisie  | 30         | 0          | 30     | 0      |
| 2022/23                        | Jong Sparta Rotterdam | Nederland       | Tweede divisie  | 3          | 0          | 3      | 0      |
| Totaal beloften                | Totaal beloften       | Totaal beloften | Totaal beloften | 44         | 0          | 44     | 0      |
| Bijgewerkt op 8 september 2022 |                       |                 |                 |            |            |        |        |

#### Senioren
| Seizoen                        | Club             | Land            | Competitie      | Competitie | Competitie | Beker | Beker | Totaal | Totaal |
| Seizoen                        | Club             | Land            | Competitie      | Wed.       | Dlp.       | Wed.  | Dlp.  | Wed.   | Dlp.   |
| ------------------------------ | ---------------- | --------------- | --------------- | ---------- | ---------- | ----- | ----- | ------ | ------ |
| 2021/22                        | Sparta Rotterdam | Nederland       | Eredivisie      | 1          | 0          | 0     | 0     | 1      | 0      |
| 2022/23                        | Sparta Rotterdam | Nederland       | Eredivisie      | 0          | 0          | 1     | 0     | 1      | 0      |
| 2024/25                        | SV Spakenburg    | Nederland       | Tweede divisie  | 16         | 0          | 1     | 0     | 17     | 0      |
| 2024/25                        | FC Dordrecht     | Nederland       | Eerste divisie  | 2          | 0          | 0     | 0     | 2      | 0      |
| Totaal senioren                | Totaal senioren  | Totaal senioren | Totaal senioren | 19         | 0          | 2     | 0     | 21     | 0      |
| Carrièretotaal                 | Carrièretotaal   | Carrièretotaal  | Carrièretotaal  | 65         | 0          | 0     | 0     | 67     | 0      |
| Bijgewerkt op 13 februari 2025 |                  |                 |                 |            |            |       |       |        |        |